# اس‌اس کومودور
اس‌اس کومودور (به انگلیسی: SS Commodore) یک کشتی بود که طول آن ۱۲۲٫۵ فوت (۳۷٫۳ متر) بود.